# Esporte Clube Palmeirense (Rio Grande do Sul)
O Esporte Clube Palmeirense é um clube brasileiro de futebol da cidade de Palmeira das Missões, no estado do Rio Grande do Sul. Suas cores são vermelho e branco. 

## História
Fundado em 27 de maio de 1919, o Palmeirense até os anos de 1990 dedicou-se quase que por completo ao futebol amador, excluindo alguns anos na década de 50 e 60 em que participou da segunda e terceira divisão do futebol gaúcho.
Do início dos anos 1990 até o início dos anos 2000 ocorreu o maior período ininterrupto de funcionamento do clube e também o mais vitorioso de sua história. Em 1995 o clube termina com o vice campeonato da Segunda Divisão e o artilheiro da competição - Kuki, conquistando o acesso a Primeira divisão, lá permanecendo até 1998, e em 2001 o Leão das Missões conquista o título da Divisão de Acesso e a vaga para a Primeira divisão do ano seguinte, nível que participaria até 2003.
Após nove anos de licença, em 2013, o clube retorna, disputando o terceiro nível do Campeonato Gaúcho, atualmente denominado de Segunda Divisão.
No ano de 2015, após uma eliminação nas semifinais da Segunda Divisão do ano anterior, o Leão das Missões disputou pela última vez competições profissionais, participando da Segunda Divisão (terceiro nível) e da Copa RS.
Em 2016, o clube suspendeu suas atividades profissionais mais uma vez, por falta de dinheiro para continuar as operações básicas do clube, agravado pela morte do ex presidente do clube da gestão do ano anterior.

## Títulos

### Estaduais
- Campeonato Gaúcho - Série A2: 2001.
- Vice-Campeonato Gaúcho 2ª Divisão: 1995.

## Artilheiros
- Artilheiros do Campeonato Gaúcho - Série B

1. Kuki - 1995 (17 gols).